# كليرمونت (نيويورك)
كليرمونت (بالإنجليزية: Clermont, New York)‏ هي بلدة أمريكية تقع في الولايات المتحدة في مقاطعة كولومبيا، نيويورك. يقدر عدد سكانها بـ 1,965 نسمة ومساحتها 49.7 كم2 ووترتفع عن سطح البحر 59 متر.

## أعلام
- روبرت ليفينغستون
- إدوارد ليفينغستون
- روبرت ليفينغستون
- إدوارد فيليب ليفينغستون